# Il vedovo
Il vedovo (el vidu)  és una pel·lícula de comèdia italiana del 1959 dirigida per Dino Risi.

## Argument
Alberto Nardi (Alberto Sordi) és un home de negocis romà que es considera un home de grans capacitats, però la fàbrica del qual (que produeix ascensors i ascensors) es troba perennement a la vora de la catàstrofe.
L'Alberto està casat amb una empresaria rica i reeixida de Milà, Elvira Almiraghi (Franca Valeri), que té una actitud sense sentit i amb prou feines tolera els intents del seu marit de mantenir la seva fàbrica a flot amb els seus diners. L'Alberto intenta "estar al dia" de la seva dona i els seus amics rics i reeixits però només aconsegueix ridiculitzar-se a si mateix. L'Elvira, divertida per les seves travessies, tracta públicament el seu marit com un pallasso ximple, confiant que mai la deixarà amb l'esperança de treure profit de la seva fortuna.
Un dia, un tren on se suposa que viatjava l'Elvira (per visitar la seva vella mare) pateix un horrible accident en caure d'un pont i no hi ha supervivents. L'Alberto està encantat i en una veritable pressa extàtica planeja liquidar la majoria dels actius d'Elvira, porta la seva amant a la seva vila de camp i comença a somiar amb un futur brillant només per sentir-se frustrat quan Elvira apareix viva i sana: una trucada telefònica d'última hora del seu comptable i manetes (Marquès Stucchi) li va impedir pujar al tren condemnat.
La frustració i la ràbia llancen l'Alberto en un atac de nervis del qual surt amb un pla diabòlic: sabotejar l'ascensor de l'àtic de la ciutat que comparteix amb Elvira per fer-la matar i heretar definitivament la seva fortuna. L'enginyer alemany que treballa a la seva fàbrica està d'acord amb el pla de Nardi i amb l'ajuda de còmplices improbables com el marquès Stucchi i el seu propi oncle (que fa de xofer d'Alberto) es posa en marxa el projecte assassí, amb un resultat inesperat i tragicòmic.
La pel·lícula és un exemple esplèndid de la commedia all'italiana que Risi dirigeix en un registre inusualment negre on Sordi representa un personatge escandalosament de mala qualitat (arrogant amb els seus súbdits, megalòman, un fanàtic feixista impenitent que encara anhela el reconeixement dels empresaris a qui envia). També és una peça d'època, que mostra les contradiccions i misèries que hi ha darrere del miracle econòmic italià de la postguerra.

## Repartiment
- Alberto Sordi: Alberto Nardi
- Franca Valeri: Elvira Almiraghi
- Livio Lorenzon: Marquis Stucchi
- Leonora Ruffo: Gioia
- Nando Bruno:  Oncle de Nardi
- Nanda Primavera:  Italia, mare de Gioia
- Mario Passante:  Lambertoni
- Enzo Petito:  Fritzmayer
- Ruggero Marchi:  Fenoglio
- Gigi Reder: Girondi
- Enzo Furlai: Giordano
- Angela Luce: Margherita
- Ignazio Leone: Doorman
- Alberto Rabagliati: Ell mateix
- Rosita Pisano: Secretària de Nardi

## Producció
El tema de la pel·lícula s'inspira en part en el cas Fenaroli, també conegut com a misteri de via Monaci, en què un constructor en dificultats va ser acusat d'haver organitzat la mort de la seva dona per cobrar la seva assegurança de vida.

## Crítica
| « | «Comèdia petita però reeixida... Risi revela un humor negre inusual» **½ | » |

## Censura
Il vedovo, que es va estrenar als cinemes italians l'any 1959, va ser revisada per la Comissió de revisió cinematogràfica del Ministerio de Patrimoni i Activitats Culturals amb les següents retallades :
1. L'escena en què el pare Agostino, que assisteix com a religiós a l'acte funerari, es representa en l'acte de beure una copa de vi; ja que es considera ofensiu per a la moral.
2. Frase d'Elvira (indicada a la pàgina 8 del diàleg del vuitè rodet: "Es una xiqueta ximple... com Anita Garibaldi... només que en lloc de l'heroi va trobar el meu marit"); ja que es considera "contrari a la reputació i el decòrum nacionals"[4]